# Hans Haffner
Hans Haffner (* 8. November 1912 in Nördlingen; † 23. Februar 1977 in Würzburg) war ein deutscher Astronom, Professor an der Julius-Maximilians-Universität Würzburg und Vorstand des Astronomischen Instituts.

## Leben
Hans Haffner wurde 1912 als drittes von fünf Kindern des Pfarrers Christian Haffner und seiner Frau Gertrud in Nördlingen geboren.
Er besuchte das Gymnasium in Lindau und Regensburg. Von 1931 an studierte er an der Universität München, bevor er 1933 nach Göttingen wechselte.
Während des Zweiten Weltkriegs wurde er an das neu gegründete Wendelstein-Observatorium zur Sonnenüberwachung abkommandiert, wo Haffner die nächsten fünf Jahre den Aufbau dieser Einrichtung leitete.
Nach dem Krieg kehrte er an die Universität Göttingen zurück. 1953 wurde er zum Professor für Astronomie an die Universität Hamburg berufen. 
In den 1950er-Jahren war Haffner in Südafrika und fertigte am Boyden-Observatorium in Bloemfontein fotometrische Aufnahmen verschiedener Sternhaufen an, sowie Atlanten des Südhimmels. 1960 übernahm er den Vorsitz der Astronomischen Gesellschaft. Von 1962 bis 1967 war er kommissarischer Leiter der Universitätssternwarte Hamburg-Bergedorf.
1967 erhielt Hans Haffner einen Ruf auf den neu eingerichteten Lehrstuhl für Astronomie der Universität in Würzburg. Er baute den Lehrstuhl auf und modernisierte die Universitätssternwarte an der Keesburg. 
Durch einen Hirntumor verlor er 1973 seine Sehkraft, die er aber nach einer operativen Entfernung des Tumors wieder erlangen konnte. Nachdem er Ende 1976 erneute erblindete, erlag Hans Haffner kurz darauf seinem Krebsleiden.

## Ehrungen
- Nach Hans Haffner ist die Schul- und Universitätssternwarte des Würzburger Friedrich-Koenig-Gymnasiums in Hettstadt benannt.
- Der Asteroid (1894) Haffner trägt seinen Namen.